# Ефект Далета
«Ефект Далета» (англ. The Daleth Effect, також назва переводилося як «Далет-ефект») — науково-фантастичний роман американського письменника-фантаста Гаррі Гаррісона, вперше опублікований під назвою «In Our Hands The Stars» в журналі Analog Science Fiction, в трьох номерах з грудня 1969 по лютий 1970 року.

## Сюжет
Ізраїльський вчений Арні Клейн відкрив новий тип енергії, використання якої дозволить розробити ефективний двигун, здатний відкрити людству дорогу в далекий космос. Він назвав її «далет-ефектом», однак біжить разом зі своїм секретом з Ізраїлю в Данію, щоб новою технологією не скористалися військові для своїх проектів. Завдяки данцям Клейн вижив у голокості, тому разом зі старим данським другом Ове Расмуссеном він вирішив розвивати мирну космічну програму саме в цій країні. Вони швидко досягають успіхів і незабаром Данія стає провідною космічною державою. Інші впливові держави, особливо Ізраїль, не можуть миритися з тим, що перспективна військова технологія монополізована мирною скандинавською країною, тому спецслужби відразу декількох країн починають полювання за Клейном і Расмуссеном в надії першими викрасти секрет далет-ефекту і отримати перевагу перед іншими державами.

## Відгуки
Джеймс Бліш описав роман як «динамічна пригодницька історія […] така ж захоплююча і похмура, як у Джона Ле Карре… хоча ні, я боюся, настільки чудово написано». Стенлі Шмідт вніс роман у свій список «10 НФ книг для науковців».